# Pleine-Selve (Aisne)
Pleine-Selve è un comune francese di 185 abitanti situato nel dipartimento dell'Aisne della regione dell'Alta Francia.

## Società

### Evoluzione demografica
Abitanti censiti